# Galaxie supergéante elliptique

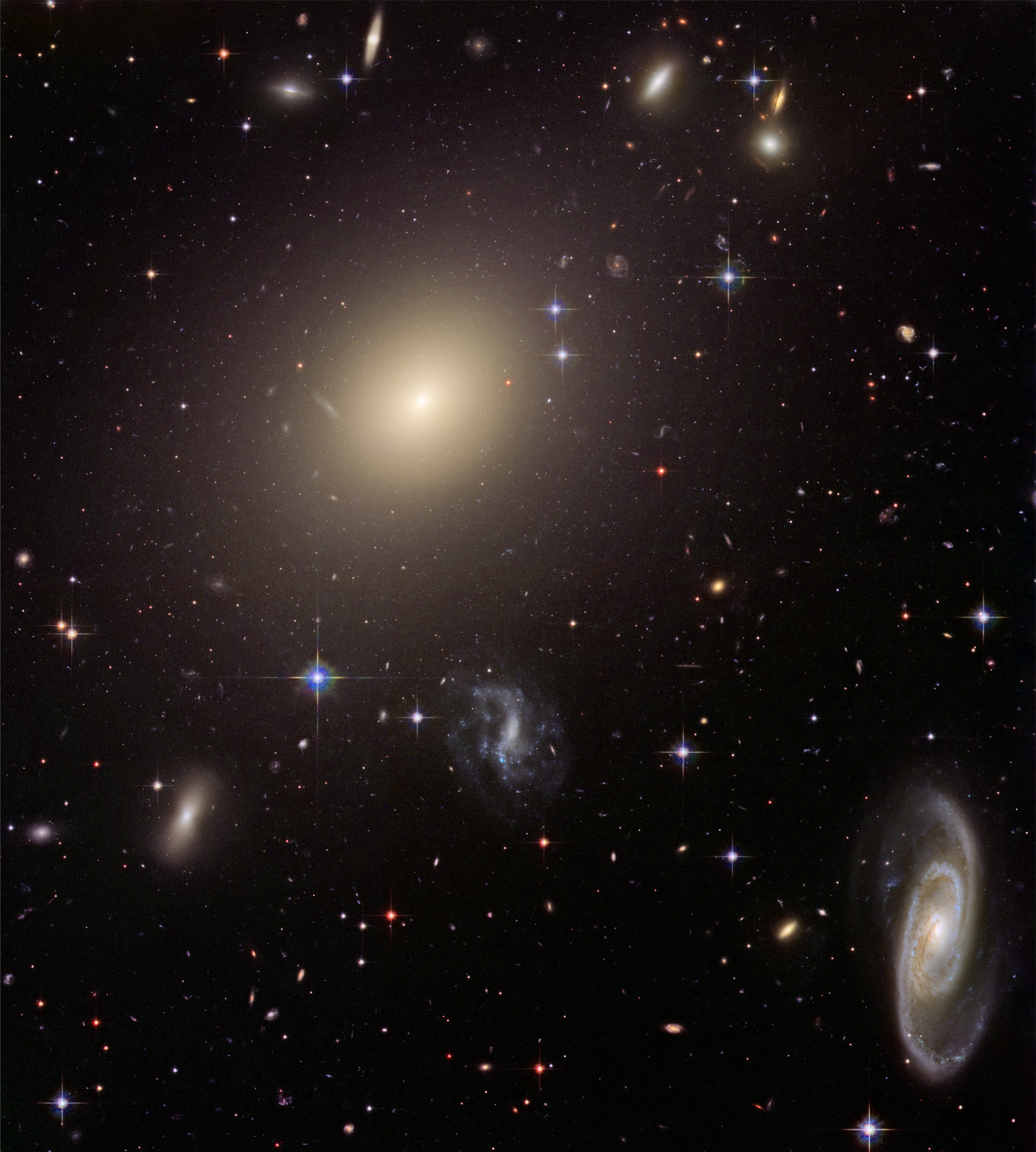
Photographie du télescope spatial Hubble de l'amas de galaxies Abell S0740 avec la galaxie centrale-dominante ESO 325-G004.

Les galaxies supergéantes elliptiques, galaxies cD ou galaxies centrale-dominante sont une sous-classe de galaxie elliptique. Elles sont probablement issues de fusion de galaxies. On les trouve au centre des amas de galaxies.